# Mizija (gmina)
Mizija (bułg. Община Мизия)  − gmina w północno-zachodniej Bułgarii, w obwodzie Wraca.

## Miejscowości
Miejscowości wchodzące w skład gminy Mizija:
- Kruszowica (bułg.: Крушовица),
- Lipnica (bułg.: Липница),
- Mizija (bułg.: Мизия) – siedziba gminy,
- Saraewo (bułg.: Сараево),
- Sofroniewo (bułg.: Софрониево),
- Wojwodowo (bułg.: Войводово),